# 岡本椛里
岡本 椛里（おかもと かおり、1963年2月26日 -）は、日本の女優、タレント、実業家、ヨガインストラクター、元レーサー。身長163cm。血液型B型。東京都東久留米市出身。玉川大学卒業。旧芸名は岡本かおり、岡本佳織、岡本佳保里、岡本香了。また別名義に川上麗子がある。

## 経歴
1981年に池袋のサンシャインシティでモデルのアルバイトをしていたところをスカウトされ18歳で芸能界デビュー。翌1982年、にっかつ「（本）噂のストリッパー」にて主演デビュー。以後、『宇能鴻一郎の濡れて学ぶ』、『暗室』など多数のにっかつ作品を主演し、人気を得る。その後はテレビドラマや映画、バラエティ番組で活動した。
友人に誘われて見学したカーレースでTOYOTA関係者から参加を打診され、22歳でレーサーデビュー。レース参戦に集中するため女優業を引退した。ツーリングカーでは1986年から1991年まで全日本ツーリングカー選手権 (JTC) にチーム・トムスより参戦し、スパ・フランコルシャン24時間レースにも出場した。ラリーレイドでは1990年から1992年までパリ・ダカールラリーに出場し、1991年に初完走を果たした。その後パリ・ダカールラリーで複数回完走しており、日本の女性では初のことだった。また、パリ-モスクワ-北京マラソンレイド（1992年）やファラオ・ラリーにも出場した。
24歳で子宮頸がんを発症し、31歳で再発したことをきっかけに、レース活動から引退。入院中に受験勉強をして大学に合格した。
その後、41歳の時アメリカでヨガのインストラクター資格を取得し、2005年12月にヨガ教室の運営を目的に株式会社「一陽来福」を設立。さらには和菓子の販売を主体としたビジネスを展開。「禅ドーナツ」のヒットにより2011年には約2億円の売上げを記録したが、2015年には売上高が8800万円に減少するなど赤字決算に陥り、2017年2月に運営会社が破産手続きを受けた。関連会社も同様の措置となり、事業は別会社に譲渡された。

## 主な出演

### バラエティ番組
- 鶴ちゃんのトッピング（日本テレビ）
- トゥナイト（テレビ朝日）
- タケちゃんの思わず笑ってしまいました（フジテレビ）
- 夕やけニャンニャン（フジテレビ）
- 森田一義アワー 笑っていいとも!（フジテレビ）
- TV-JACK（朝日放送）

### テレビドラマ
- 昭和四十六年　大久保清の犯罪 (1983年、TBSテレビ） - 片桐真美
- のんき君3（1984年、フジテレビ）
- シンデレラの財布
- 少女に何が起ったか（1985年、TBSテレビ） - 藤田冴子 役
- イエスの方舟（1985年、TBSテレビ）
- あいつと私（1986年、フジテレビ）
- あぶない少年II（1988年、テレビ東京）
- 月曜・女のサスペンス 夏樹静子トラベルサスペンス「青函特急から消えた男 仙台・青森・札幌 女ふたり連続殺人行」（1988年、テレビ東京） - 妙子 役
- 勝手にしやがれヘイ!ブラザー 第22話（最終回）（1990年、日本テレビ） - 山本今日子 役
- 代表取締役刑事 第32話「ヘッドライト」（1991年、ANB・石原プロ）
- 清左衛門残日録（1993年、NHK）
- 愛してるよ! 第5話（1993年、ANB） - 早川みどり 役
- 愛という名の牢獄（1996年、フジテレビ）
- 花吹雪美人スリ三姉妹（1998年、ABC）
- 愛讐のロメラ（2008年、東海テレビ）- 奥村希和子 役

### ラジオ
- 明石家さんまのラジオが来たゾ!東京めぐりブンブン大放送（ニッポン放送）
- 真夜中ギンギラ大放送（ラジオ関西）

### 映画
出典：
- （本）噂のストリッパー（1982年、にっかつ） - グロリア 役
- OH!タカラヅカ（1982年、にっかつ） - しぶき 役
- 受験慰安婦（1982年、にっかつ） - 森原紀子 役
- お姉さんの太股（1983年、にっかつ） - かおり 役
- ケンちゃんちのお姉さん（1983年、にっかつ） - 小林奈々子 役
- ファイナル・スキャンダル 奥様はお固いのがお好き（1983年、にっかつ） - 幸子 役
- 暗室（1983年、にっかつ） - 良子 役
- 宇能鴻一郎の濡れて学ぶ（1983年、にっかつ） - 桜かおり 役
- 家族ゲーム（1983年、日本アート・シアター・ギルド） - 美栄子の姉 役
- ひと夏の出来ごころ（1984年、にっかつ） - 江崎ミキ 役
- 魔の刻（1985年、東映） -  葉子 役

## 書籍
- 岡本かおり写真集 ワニ写真劇場 (No.6)（1983年、ワニブックス）[14]
- スコラスペシャル 岡本佳織写真集（1986年、スコラ、善本喜一郎撮影、ISBN 4061708082）
- 美しい冒険―岡本佳織、激走の記録（1994年、マガジンハウス、日高一仁撮影、ISBN 4838706006）
- 野遊びしたい 岡本佳織のアウトドアブック（1996年、風雅書房、ISBN 489424120X）
- 家ヨガ・はじめてのヨガレッスン 運動が苦手でも、体がかたくても大丈夫!（2006年、永岡書店、ISBN 452242356X）
- メンタルケアyoga 手軽にストレス解消できるメンタルケアYOGA（2009年、八重洲出版ヤエスメディアムック246、ISBN 9784861441493）
- やさしい家ヨガレッスン 深い呼吸で体もスッキリ!（2013年、永岡書店、ISBN 9784522432075）

## DVD
- ゴルフヨガ・新装版
  - 飛距離アップ編（2008年、エキスプレス）
  - ミスショット防止編（2008年、エキスプレス）
  - メンタルバランス編（2008年、エキスプレス）
- 岡本かおり Sweet Trip（2013年、イーネットフロンティア）[15]
- 岡本佳保里のゴルファーの為のヨガ教室 〜神秘のパワー! 怪我を防いで飛距離をアップ〜（2017年、ゴマブックス）[注 1]。

## ディスコグラフィー
- 不決～FUKETSU～（2018年7月25日）. OCTET RECORDS.

## レース戦績

### 全日本ツーリングカー選手権
| 年     | 所属チーム             | 使用車両           | クラス | 1       | 2      | 3       | 4       | 5       | 6       | 順位 | ポイント |
| ------ | ---------------------- | ------------------ | ------ | ------- | ------ | ------- | ------- | ------- | ------- | ---- | -------- |
| 1986年 |                        | トヨタ・カローラFX | DIV.1  | NIS Ret | SUG 6  | TSU 10  | SEN Ret | FSW Ret | SUZ 12  |      |          |
| 1987年 |                        | トヨタ・カローラFX | DIV.1  | NIS 6   | SEN 8  | TSU 11  | SUG Ret | FSW 13  | SUZ Ret |      |          |
| 1988年 |                        | トヨタ・カローラFX | JTC-3  | SUZ 11  | NIS 8  | SEN Ret |         |         |         |      |          |
| 1988年 | トヨタ・カローラレビン | JTC-3              |        |         |        | TSU DNS | SUG Ret | FSW Ret |         |      |          |
| 1989年 | トヨタ・カローラレビン |                    | JTC-3  | MIN Ret | SEN 10 | TSU 8   | SUG Ret | SUZ Ret | FSW Ret |      |          |
| 1990年 | トヨタ・カローラレビン |                    | JTC-3  | NIS 5   | SUG 6  | SUZ     | TSU 6   | SEN     | FSW Ret |      |          |
| 1991年 | トヨタ・カローラレビン |                    | JTC-3  | SUG 11  | SUZ 6  | TSU     | SEN     | AUT 9   | FSW Ret |      |          |